# Sárgarigófélék
A sárgarigófélék (Oriolidae) a madarak osztályának verébalakúak (Passeriformes) rendjébe tartozó család. 2 nem és 29 faj tartozik a családba.

## Rendszertani eltérések
Az elavult Sibley–Ahlquist-féle madárrendszertan nem tekintette önálló családnak, hanem a varjúfélék (Corvidae) családjába sorolta őket.
Korábban a sárgarigófélék családjába csak az Oriolus és a Sphecotheres tartozott, azonban 2011-ben a lugasépítő-félékhez (Ptilonorhynchidae) tartozó, mára már kihalt fajokkal rendelkező Turnagra madárnemet is ebbe a családba helyezték át. Az átsorolás indoka a Sphecotheres-fajokkal mutatott közelebbi genetikai rokonság volt.
A Pitohui madárnem gyűjtő taxon volt, amelybe több egymáshoz hasonló madarat raktak be, de az újabb vizsgálatok szerint e madarak között nincs közelebbi rokonság. Emiatt a nemet szétszedték, és két fajt – a madárnemet megnevező taxonnévvel együtt – áthelyezték a sárgarigófélék közé.

## Rendszerezés
A családba az alábbi 4 recens nem és 1 fosszilis nem tartozik:
- †Longimornis Boles, 1999 - kora miocén[5]
- Oriolus Linnaeus, 1766 – 29 faj; típusnem
- Pitohui Lesson, 1831 - 2 faj - korábban a légyvadászfélék (Pachycephalidae) sorolták, és 6-7 fajt tartalmazott
- Sphecotheres Vieillot, 1816 – 3 faj
- †Turnagra Lesson, 1837 - korábban a lugasépítő-félékhez (Ptilonorhynchidae) sorolták.

### Fordítás
- Ez a szócikk részben vagy egészben  az   Old World oriole című angol Wikipédia-szócikk ezen változatának fordításán alapul.  Az eredeti cikk szerkesztőit annak laptörténete sorolja fel. Ez a jelzés csupán a megfogalmazás eredetét és a szerzői jogokat jelzi, nem szolgál a cikkben szereplő információk forrásmegjelöléseként.